# ОШ „Наталија Нана Недељковић” Грошница
ОШ „Наталија Нана Недељковић” Грошница, насељеном месту, спада у ред најстаријих школа на територији града Крагујевца, основана је 1842. године.
Школа носи име Наталије Недељковић, мајке народног хероја Раје Недељковића, рођене у Грошници, а стрељане за време Другог светског рата у Јајинцима, 1942. године.
Поред матичне школе постоји и издвојена одељења у Вињиштима и Великом Пољу.